# Arcueil
Arcueil  é uma comuna francesa situada no departamento de Vale do Marne na região da Ilha-de-França, fazendo parte da Metrópole da Grande Paris e do sindicato Paris Métropole. Estende-se por uma área de 2,33 km². Em 2010 a comuna tinha 21 845 habitantes (densidade: 9 375,5 hab./km²).

## Toponímia
A cidade, uma vez conhecida como Arculi antes de se tornar Arcueil, deve seu nome aos arcos do primeiro aqueduto.

## História
Construído pelos romanos para levar água retirada de Rungis para as termas de Lutécia, no local do atual museu de Cluny, o aqueduto foi reconstruído no século XVII.
A cidade foi anexada à paróquia de Gentilly, como a aldeia de Cachan cujas histórias estão entrelaçadas. Arcueil era uma cidade apreciada como um local para caminhar e de descanso, incluindo Ronsard. Em 1768, o Marquês de Sade tinha alugado uma casa onde foi levada uma jovem mulher sem fortuna que ele submeteu a suas fantasias.
A construção por Thomas Francine, de 1613 a 1624, do aqueduto Médicis, em homenagem ao seu patrocinador, sobre o traçado do aqueduto romano, deu importância para a vila. A obra tem quatrocentos metros de comprimento e vinte e quatro metros de altura, no máximo. O Bièvre corre sob duas das arcadas e rega um parque notável pela altura das árvores e sua vegetação exuberante.
A urbanização da comuna se acelera, se testemunha o desenvolvimento da place de l'église (no local do antigo cemitério) e a construção dos primeiros loteamentos. Na sequência de disputas entre Arcueillais e Cachanais, a lei de 26 de Dezembro de 1922 cria a comuna distinta de Cachan.
Os prefeitos Émile Raspail, e mais recentemente Marius Sidobre e Marcel Trigon marcaram a cidade.

## Demografia
| 1793  | 1800  | 1806  | 1821  | 1831  | 1836  | 1841  | 1846  | 1851  |
| ----- | ----- | ----- | ----- | ----- | ----- | ----- | ----- | ----- |
| 1 338 | 1 168 | 1 200 | 1 439 | 1 809 | 1 746 | 1 734 | 2 701 | 3 071 |

| 1856  | 1861  | 1866  | 1872  | 1876  | 1881  | 1886  | 1891  | 1896  |
| ----- | ----- | ----- | ----- | ----- | ----- | ----- | ----- | ----- |
| 2 957 | 4 078 | 5 024 | 5 258 | 5 299 | 6 067 | 6 465 | 6 088 | 7 064 |

| 1901  | 1906  | 1911   | 1921   | 1926   | 1931   | 1936   | 1946   | 1954   |
| ----- | ----- | ------ | ------ | ------ | ------ | ------ | ------ | ------ |
| 8 425 | 9 237 | 11 319 | 14 966 | 12 559 | 16 200 | 16 590 | 16 340 | 18 067 |

| 1962 | 1968   | 1975   | 1982   | 1990   | 1999   | - | - | - |
| --- | ------ | ------ | ------ | ------ | ------ | - | - | - |
| 20 224 | 21 877 | 20 330 | 20 064 | 20 334 | 18 061 | - | - | - |
| Para os censos de 1962 a 2006 a população legal corresponde à popolução sem duplicidades, segundo define o INSEE. |        |        |        |        |        |   |   |   |